# Callirhipis unicostata
Callirhipis unicostata là một loài bọ cánh cứng trong họ Callirhipidae. Loài này được Lacordaire miêu tả khoa học đầu tiên năm 1857.